# AlphaVille Flamboyant
AlphaVille Flamboyant é um condomínio fechado de Goiânia, localizado na região leste da cidade, tendo como idealizadora a empresa AlphaVille Urbanismo S.A.. Dentro do local há áreas de lazer e eventos, comércio e área verde, com acesso à GO-020, próximo ao Flamboyant Shopping Center.
Segundo dados do Instituto Brasileiro de Geografia e Estatística (IBGE), divulgados pela prefeitura, no Censo 2010 a população do AlphaVille Flamboyant era de 1 623 pessoas.